# Gold Coast Government Railways
La Gold Coast Government Railways (plus tard Gold Coast Railway) est la société qui a exploité à partir de 1898 un réseau ferroviaire dans la colonie britannique de la Gold Coast, l'actuel Ghana.

## Contexte
Lors de la guerre opposant les troupes britanniques aux Ashantis en 1870, le matériel destiné à la construction d'une ligne de chemin de fer capable d'approvisionner les troupes est expédié à Takoradi à la demande du gouverneur Garnet Wolseley. Mais la guerre se termine avant le début des travaux, et avec elle la nécessité de construire une ligne.
Quelques années plus tard, le projet en voie normale  du Grand Sahara railway concerne également la Côte d'Or. Censé mettre les possessions britanniques d'Afrique à moins de 75 heures de Londres, ce projet est un nouvel échec.

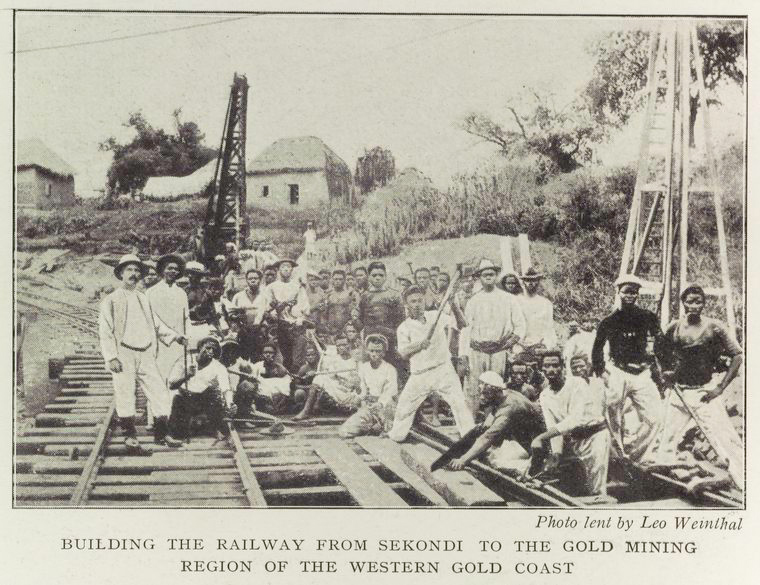
Construction d'une ligne de chemin de fer reliant Sékondi à la région minière (1910)

À la fin du XIXe siècle, les prospecteurs finissent par trouver de l'or dans la région de Tarkwa, à 70 kilomètres de Takoradi. C'est ce qui va finalement motiver la construction d'une première ligne, mais qui explique aussi la concentration du réseau dans le sud du pays. Comme dans la plupart des autres colonies britanniques d'Afrique, c'est l'écartement de 1 067 mm qui est retenu

## La mise en place du réseau
Les travaux de la première ligne vers Tarkwa commencent en 1898, et le but est atteint en 1901. Pour des raisons à la fois politiques et économiques, la ligne est prolongée jusqu'à Kumasi, la capitale du pays Ashanti. Plus de 16 000 ouvriers participent à la construction, particulièrement difficile du fait de la traversée de la forêt équatoriale et de la présence de termites qui nécessiteront l'emploi de traverses métalliques.
- Ligne de l'ouest et embranchements :

| Date          | Section        | Longueur |
| 1901          | Sekondi-Tarkwa | ?        |
| Décembre 1902 | Tarkwa-Obuasi  | ?        |
| Octobre 1903  | Obuasi-Kumasi  | ?        |
| janvier 1911  | Tarkwa-Prestea | ?        |

Ce n'est qu'à partir de 1905 que l'on songe à relier Accra, capitale de la colonie, au reste du réseau. Les travaux ne débutent qu'en 1911.
- Ligne Accra-Kumasi

| Date      | Section          | Longueur |
| aout 1910 | Accra-Nsawam     | ?        |
| 1915      | Nsawam-Koforidua | ?        |

## Le matériel roulant
En 1936 la société disposait de 81 locomotives, 4 automotrice à vapeur, 148 voitures, 964 wagons.
- Locomotives à vapeur :

| Type  | N° GCGR   | N° GCGR 1948 | Constructeur   | Type usine | N° usine      | Année | Notes                                 |
| 021 T | 1         |              | J.Fowler       |            | 7507          | 1896  | Commande Brésil. Travaux              |
| 030 T | 2         |              | Bagnall        |            | 1595          | 1900  | Commandée à Crown                     |
| 030 T | 3 à 4     |              | Hunslet        |            | 739 à 740     | 1900  | ex Tarkwa Kunadi estate               |
| 030 T | 5         |              | Hunslet        |            | 775           | 1900  | Travaux                               |
| 030 T | 6         |              | Hunslet        |            | 805           | 1900  | Ex kunasi                             |
| 030 T | 21 à 23   |              | Hawthorn       |            | 2422 à 2424   | 1899  |                                       |
| 030 T | 24        |              | hawthorn       |            | 2554          | 1903  |                                       |
| 030 T | 25 à 26   | 1 à 2        | Bagnall        |            | 2226 et 2225  | 1924  | Ex CPR "Huni", "Kade", 1928.          |
| 030 T | 27 à 28   | 3 à 4        | Hunslet        |            | 1491 à 1492   | 1925  | Ex CPR "Oda", "Fosiu", 1928.          |
| 131 T | 31 à 34   |              | Hunslet        |            | 1022 à 1025   | 1910  |                                       |
| 040 T | 11 à 18   | 11 à 18      | Hunslet        |            | 1663 à 1670   | 1930  |                                       |
| 040 T | 19 à 21   | 19 à 21      | Hunslet        |            | 1783 à 1785   | 1935  |                                       |
| 040 T | 22 à 23   | 22 à 23      | Hunslet        |            | 1819 à 1820   | 1936  |                                       |
| 040 T | 24 à 27   | 24 à 27      | Hunslet        |            | 3362 à 3365   | 1946  |                                       |
| 040 T |           | 28 à 34      | Hunslet        |            | 3677 à 3683   | 1950  |                                       |
| 040 T |           | 35 à 37      | Hunslet        |            | 3852 à 3854   | 1953  |                                       |
| 130   | 51 à 54   |              | Hawthorn       |            | 2485 à 2488   | 1901  |                                       |
| 130   | 61 à 62   |              | Hawthorn       |            | 2552 à 2553   | 1903  |                                       |
| 232 T | 81 à 82   | 81 à 82      | North-British  |            | 19981 à 19982 | 1912  |                                       |
| 232 T | 83 à 84   | 83 à 84      | Hunslet        |            | 1155 à 1156   | 1913  |                                       |
| 232 T | 85 à 86   | 85 à 86      | Hunslet        |            | 1182 à 1183   | 1918  |                                       |
| 140   | 101 à 103 | 101 à 103    | Hawthorn       |            | 2508 à 2510   | 1901  | 101 reconstruite en 040 T en 09/1926. |
| 140   | 104 à 106 | 104 à 106    | Hawthorn       |            | 2523 à 2525   | 1902  | 104 reconstruite en 040 T en 03/1928. |
| 241   | 130 à 144 | 130 à 144    | Vulcan Foundry |            | 5834 à 5848   | 1949  |                                       |
| 240   | 145 à 150 | 171 à 176    | Hawthorn       |            | 3431 à 3436   | 1921  | à surchauffe                          |
| 240   | 151 à 152 | 151 à 152    | Hawthorn       |            | 2777 à 2778   | 1909  | vapeur saturée                        |
| 240   | 153 à 154 | 153 à 154    | Hunslet        |            | 1060 à 1061   | 1911  | vapeur saturée                        |
| 240   | 155 à 156 | 155 à 156    | Hawthorn       |            | 2910 à 2911   | 1912  | vapeur saturée                        |
| 240   | 157 à 158 | 157 à 158    | Hawthorn       |            | 2958 à 2959   | 1913  | vapeur saturée                        |
| 240   | 159       | 159          | Hawthorn       |            | 2973          | 1913  | vapeur saturée                        |
| 240   | 160 à 161 | 160 à 161    | Hawthorn       |            | 3050 à 3051   | 1914  | à surchauffe                          |
| 240   | 162 à 163 | 162 à 163    | Hawthorn       |            | 3092 à 3093   | 1915  | à surchauffe                          |
| 240   | 164 à 170 | 164 à 170    | North-British  |            | 22775 à 22781 | 1922  | à surchauffe                          |